# Torneo de Cantón 2012
El GRC Bank Guangzhou International Women's Open 2012 fue un torneo de tenis. Pertenece al WTA Tour 2012 en la categoría WTA International. El torneo tuvo lugar en la ciudad de Cantón, China, desde el 17 de septiembre hasta el 23 de septiembre de 2012 sobre canchas duras.

## Cabezas de serie
| Tenista            | Ranking | No. |
| Marion Bartoli     | 10      | 1   |
| Zheng Jie          | 23      | 2   |
| Sorana Cirstea     | 32      | 3   |
| Urszula Radwańska  | 40      | 4   |
| Chanelle Scheepers | 44      | 5   |
| Monica Niculescu   | 47      | 6   |
| Peng Shuai         | 48      | 7   |
| Alizé Cornet       | 49      | 8   |

- Los cabezas de serie, están basados en el ranking WTA del 10 de septiembre de 2012.

## Campeonas

### Individual Femenino
Hsieh Su-Wei venció a  Laura Robson por 6-3, 5-7, 6-4.

### Dobles Femenino
Tamarine Tanasugarn /  Shuai Zhang vencieron a  Jarmila Gajdosova /  Monica Niculescu por 2-6, 6-2, 10-8.